# 井川正人
井川 正人（いかわ まさと、1957年12月24日 - ）は、長崎県出身の元ボートレーサー。

## 来歴
2012年4月29日、下関競艇場にて開催された第13回 名人戦でG1初優勝する。

## 獲得タイトル
- 2012年 4月29日 第13回 名人戦（下関競艇場）